# Сантамария, Абель
Абе́ль Бени́ньо Сантамари́я Куадра́до (исп. Abel Benigno Santamaría Cuadrado; 20 октября 1927, Энкрусихада, Вилья-Клара, Куба — 26 июля 1953, Сантьяго-де-Куба) — кубинский революционер, один из первых лидеров и мучеников Кубинской революции. Был убит войсками Батисты.

## Биография
Родился в 1927 году в семье Бениньо Сантамарии и Хоакины Куадрадо. У него была старшая сестра Аиде (1923—1980), впоследствии также участвовавшая в революционном движении.
Начал работать на текстильной фабрике "Textilera Ariguanabo S.A." в городе Баута, затем работал в Гаване в филиале американского автомобильного концерна. Одним из первых примкнул к Фиделю Кастро. Вместе они решили начать антиправительственные выступления с города Сантьяго-де-Куба. 26 июля Сантамария возглавил одну из групп численностью 24 человека, чьей целью был захват госпиталя. Он же должен был занять место Кастро в случае его гибели. Перед началом захвата Сантамария обратился к товарищам с просьбой по возможности избегать убийств солдат.
Операция завершилась неудачей для революционеров. Группы потеряли связь. Сантамария и его отряд были окружены и вынуждены вступить в бой, к чему были не готовы. Бо́льшая часть группы была в итоге взята в плен, хотя некоторым удалось избежать ареста благодаря пациентам госпиталя, выдавших их за врачей или посетителей. Сам Сантамария был арестован, в полиции подвергся пыткам и был убит несколько часов спустя. Есть информация, что ему вырвали глаза и принесли их его сестре во время допроса, чтобы она сказала, где укрываются революционеры.

## Память
В честь революционера был назван аэропорт «Абель Сантамария». В 1974 году композитор Арольд Граматхес написал кантату «Абелю Сантамарии». В 1976 году был открыт Музей Абеля Сантамарии Куадрадо, в котором собраны материалы о событиях 1953 года.